# Setchellanthaceae
Las setchelantáceas (Setchellanthaceae) son una  familia de angiospermas del orden de las brasicales. Incluyen un solo género con una única especie, Setchellanthus caeruleus, originaria de México. Se trata de arbustos de olor acre con grandes flores azules.